# Eucorvac-19
EuCorVac-19 är ett COVID-19-vaccin som utvecklats av EuBiologics Co.